# Manuel de Oliveira Gomes da Costa

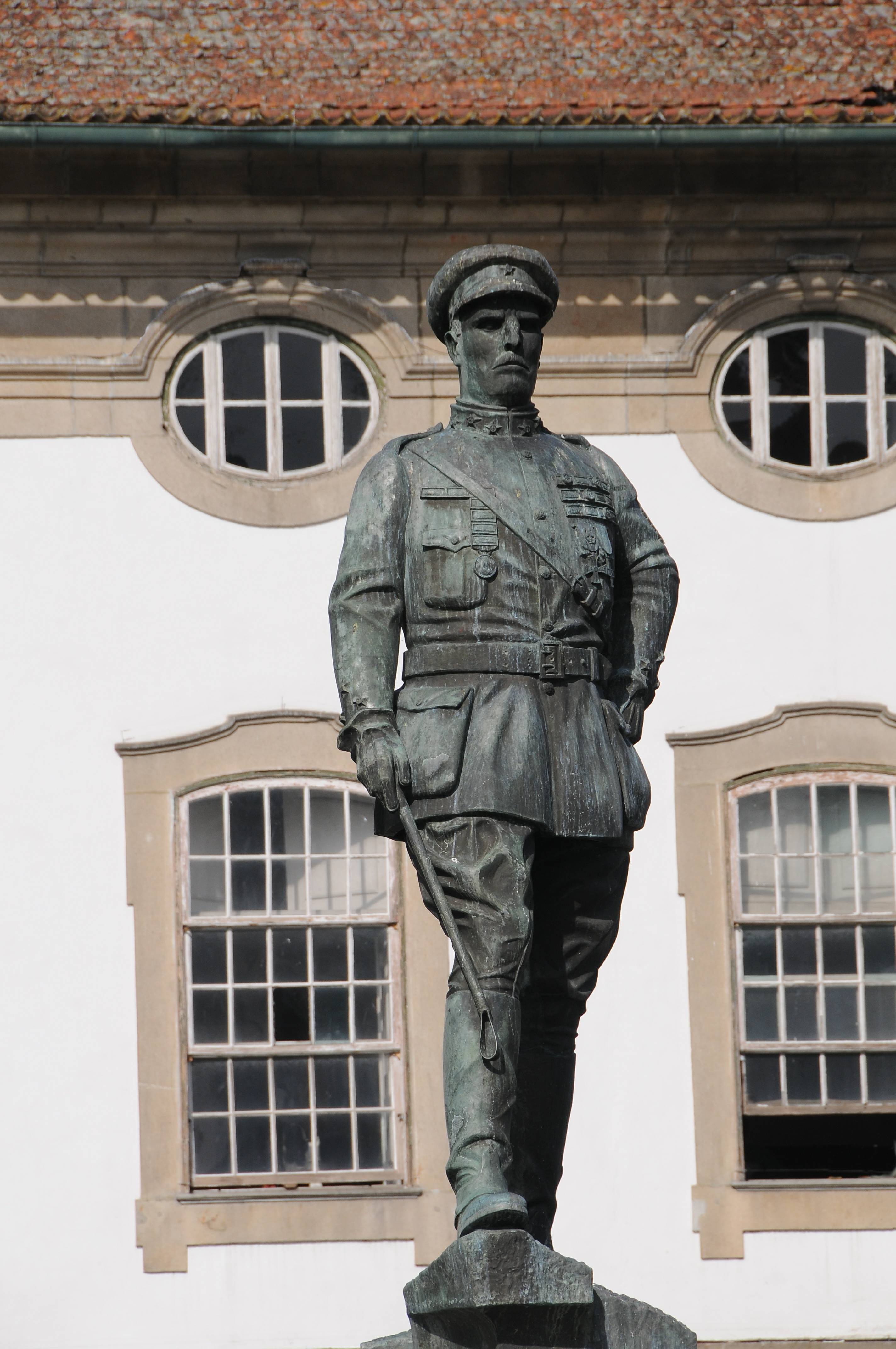
Statue in Braga

Manuel de Oliveira Gomes da Costa [mɐˈnu̯ɛɫ ˈɡomɯʃ dɐ ˈkɔʃtɐ] (* 14. Januar 1863 in Lissabon; † 17. Dezember 1929 ebenda) war ein portugiesischer General, Politiker und Ministerpräsident.

## Militärische Laufbahn
Bereits mit zehn Jahren begann seine militärische Laufbahn mit dem Besuch der Kadettenschule. Nach der Ausbildung zum Offizier der Kavallerie folgten Einsätze in den Kolonien in Afrika (Mosambik, Angola und São Tomé und Príncipe) und Indien.
Im Ersten Weltkrieg war Gomes da Costa unter General Tamagnini als Kommandeur der Zweiten Division des Portugiesischen Expeditionskorps (CEP). Diese Division erlitt am 9. April 1918, dem ersten Tag der blutigen Vierten Flandernschlacht, innerhalb weniger Stunden 7500 Mann Verluste (= die Summe aus Toten, Verwundeten, Vermissten und Gefangenen).
Von 1922 bis 1924 war Gomes da Costa dann Militärinspekteur der Kolonialgebiete.

## Militärrevolte vom 28. Mai 1926, Aufstieg und Verbannung
Er wurde von den rechtsgerichteten Militärs ausgewählt, den Staatsstreich vom 28. Mai 1926 in Braga anzuführen, der zur Beendigung der Ersten Republik führte. Allerdings übernahm er nach dem erfolgreichen Militärputsch nicht selbst die Macht, sondern übergab die Ämter des Präsidenten des Ministerrates (Premierminister) und des amtierenden Staatspräsidenten am 30. Mai 1926 zunächst an José Mendes Cabeçadas Júnior, Anführer der Militärrevolte in Lissabon. Die Mehrheit der Putschisten lehnte jedoch die Politik von Mendes Cabeçadas ab, die sie zu sehr an die Politik der Ersten Republik erinnerte. Auf einem Treffen in Sacavém am 17. Juni 1926 wurde Gomes da Costa daher als Nachfolger von Mendes Cabeçadas in den Ämtern des Ministerpräsidenten (Presidente do Ministério) und amtierenden Staatspräsidenten ernannt. In seinem Kabinett übernahm er zugleich das Amt des Kriegsministers.
Bereits am 9. Juli 1926 führte eine erneute Militärrevolte unter General António Oscar de Fragoso Carmona zu seiner Absetzung unter dem Vorwand der Amtsunfähigkeit.
Carmona ernannte Gomes da Costa zwar noch zum Marschall der Armee, verbannte ihn jedoch auf die Azoren. Im September 1927 kehrte er auf das portugiesische Festland zurück; dort starb er Ende 1929.